# Albert Hammond (Album)
Albert Hammond (1974) ist das dritte Album des Sängers, Songwriters und Musikproduzenten Albert Hammond. Das Album erreichte Platz 3 in den niederländischen Albumcharts und produzierte drei Singles, die in den Hot-100-Charts vertreten waren.

## Titelliste
Alle Titel von Albert Hammond und Mike Hazlewood.
1. "I'm a Train" – 3:22
2. "Everything I Want to Do" (new version) – 2:58
3. "Dime Queen of Nevada" – 3:55
4. "New York City Here I Come" – 3:06
5. "The Girl They Call the Cool Breeze" – 3:53
6. "Names, Tags, Numbers and Labels" (new version) – 2:45
7. "I Don't Wanna Die in an Air Disaster" – 3:40
8. "Half a Million Miles from Home" – 2:49
9. "Fountain Avenue" – 2:57
10. "We're Running Out" – 2:53
11. "Candle Light, Sweet Candle Light" – 2:31
12. "Mary Hot Lips Arizona" – 2:38

## Rezeption
Stephen Thomas Erlewine von AllMusic äußerte sich u. a. zum Album wie folgt:
Albert Hammond zeigt einen starken Einfluss von Paul Simon in der Art, wie er karibische Rhythmen einfließen lässt und starken Folk-Rock schreibt: "Dime Queen of Nevada" ist ein Doppelgänger von "Mother Child and Reunion" und "I Don't Wanna Die in an Air Disaster" erinnert so stark an "Duncan", dass es ein Glück ist, dass Hammond diese beiden Stücke nicht aneinandergereiht hat, denn nur so würden sie noch mehr an Paul Simon erinnern. Von diesen beiden Seiten hat die Karibik hier eine größere Präsenz: "Everything I Want to Do" reitet fröhlich auf einem Steel-Drum-Refrain, ebenso wie das luftig-leichte "The Girl They Call the Cool Breeze", während "We're Running Out" mit einem weißen Reggae-Beat daherkommt, und diese sonnenverwöhnten Songs werden durch kontemplative Introspektion ("New York City Here I Come") und dramatischen symphonischen Pop mit fast filmischer Anziehungskraft ("Half a Million Miles from Home") ausgeglichen, zusammen mit Songs, die den Unterschied zwischen diesen beiden Extremen aufspalten (der ganz ausgezeichnete Soft-Rock-Schwung von "Names, Tags, Numbers and Labels", "Candle Light, Sweet Candle Light"). Manchmal scheint es, als ob Hammond mit sich selbst im Zwiespalt ist, da der sonnige Welt-Pop nicht mit der Introspektion oder dem symphonischen Pop zusammenpasst, aber es ist ein interessantes Hörerlebnis, da es zwischen fast Bubblegum-Pop und gewichtigen, fast zu ehrgeizigen Songs schwankt.